# Schronisko na Policy
Schronisko PTT na Policy – nieistniejące obecnie schronisko turystyczne Oddziału Jordanowskiego Polskiego Towarzystwa Tatrzańskiego funkcjonujące w drugiej połowie lat 30. XX wieku. Położone było w Paśmie Policy w Beskidzie Żywieckim. Spłonęło w czasie II wojny światowej.

## Historia
Jednym z pierwszych zadań zawiązanego w 1933 roku Oddziału Polskiego Towarzystwa Tatrzańskiego w Jordanowie było podjęcie kroków zmierzających do budowy własnego obiektu turystycznego. Po zaledwie kilku miesiącach od rozpoczęcia działalności Oddział uzyskał od gminy Sidzina w drodze darowizny jednomorgową parcelę w Paśmie Policy. Budowa schroniska wpisywała się w plan zagospodarowania terenów górskich przyjęty na Zjeździe Turystycznym w Jaremczu w czerwcu 1934 roku i ponownie rok później w Wiśle.
Młody oddział jordanowski miał być wspierany finansowo i organizacyjne przez Zarząd Główny oraz Oddziału PTT w Łodzi. Pierwotnie prace budowlane planowano rozpocząć latem 1934 roku, jednak z różnych przyczyn termin nie został dotrzymany. 14 października 1934 r. na Policę udała się komisja terenowa pod przewodnictwem Kazimierza Sosnowskiego, która ustaliła dokładną lokalizację mającego powstać schroniska. Teren przekazany przez gminę Sidzina znajdował się na południowych stokach Jasnej Grapy i pozbawiony był drzew (stanowił karczowisko, polesisko). Komisja zdecydowała o zmianie miejsca budowy – wybrano nowy punkt: położony blisko źródeł wody, na wysokości ok. 1100 m n.p.m., 200 metrów poniżej głównego grzbietu, jednak wobec braku roślinności dobrze widoczny z przebiegającego tam szlaku głównego. W literaturze z epoki wskazywano, że jest to miejsce „między szczytem Urwanicy 1106 m a szczytem Krupowej Hali 1247 m” oraz „pomiędzy szczytem Policy a Krupową Halą”. Plac budowy wymagał co prawda oczyszczenia z pozostałych karp, jednak w przeciwieństwie do pierwotnej lokalizacji konieczne było jedynie niewielkie wyrównanie terenu. W konsekwencji początek robót przesunięto na wiosnę 1935 roku.
Do tego czasu dokonano wpisu prawa własności PTT do księgi wieczystej, rozpoczęto też zwożenie na miejsce materiału budowlanego. Także w 1935 wobec narastających nieporozumień zdecydowano o zakończeniu współpracy z Oddziałem z Łodzi, wobec czego pełną odpowiedzialność za budowę przejął oddział jordanowski.
Podmurówka schroniska była gotowa we wrześniu 1935 roku, a drewniany parterowy budynek z poddaszem zamknięto w stanie surowym 12 października tego roku. Do użytku turystów został oddany 16 grudnia, natomiast pełnowymiarową działalność jako schronisko rozpoczął wiosną 1936 roku. Obiekt był zagospodarowane całorocznie. Początkowo składał się z jednej sypialni z 14 łóżkami, jadalni (gdzie można było wstawić dwa rozkładane łóżka polowe), umywalni, kuchni i sieni. Pierwotne ceny za nocleg wynosiły 1,30 zł dla członków PTT oraz 2 zł dla pozostałych zainteresowanych. W schronisku działała stacja ratunkowa. Dzierżawcą został Kazimierz Knysz.
W 1937 schronisko przeszło niewielką rozbudowę – na poddaszu urządzono dwa pokoje, które oddano do użytku w październiku. W kolejnym roku wykończono je, a jeden z nich umeblowano. Uzyskano w ten sposób 10 dodatkowych miejsc noclegowych na siennikach.
Po wybuchu w 1939 roku II wojny światowej schronisko opuszczono, a pozbawione gospodarza było dewastowane – pozbawiono je szyb w oknach, klamek, zamków i całego wyposażenia. W 1941 roku niemieckie władze okupacyjne wyremontowały budynek, doprowadziły do niego linię telefoniczną i utworzyły tam placówkę straży granicznej (przez Policę i Czernic przebiegała nowa granica Generalnego Gubernatorstwa i Słowacji).
Okoliczne góry były przy tym miejscem koncentracji partyzantów polskich (najbardziej aktywny oddział AK Harnaś) oraz radzieckich. Atak na placówkę graniczną w 1943 roku, choć ostatecznie zakończony niepowodzeniem, wywołał skutek w postaci likwidacji posterunku i ponownego opuszczenia budynku schroniska. Niedługo później Niemcy próbowali przywrócić je dla ruchu turystycznego. Gospodarzem został Eugeniusz Glatman, jednak po jego rezygnacji latem 1944 roku obiekt raz jeszcze pozostawał pusty, a jedynie niekiedy wykorzystywany był przez partyzantkę jako tymczasowe schronienie.
Schronisko uległo zniszczeniu 14 października 1944 r. podczas szeroko zakrojonej akcji pacyfikacyjnej niemieckiego okupanta wymierzonej przeciwko partyzantom. W rejon Policy skierowano znaczne siły Wehrmachtu, co spowodowało wycofanie się oddziałów partyzanckich. Opuszczone schronisko podpalono, w wyniku czego doszczętnie spłonęło.
W 1955 roku na tym samym miejscu (częściowo na fundamentach starego schroniska) staraniem Oddziału Krakowskiego Polskiego Towarzystwa Turystyczno-Krajoznawczego został wybudowany nowy obiekt nazwany schroniskiem na Hali Krupowej.

## Szlaki turystyczne
W pobliżu schroniska w okresie jego działalności przebiegały następujące szlaki turystyczne:
- Główny Szlak Karpacki biegnący od Babiej Góry, przez Policę, Urwanicę i Naroże do Bystrej a dalej do Jordanowa,
  -  odgałęzienie zamiast do Bystrej sprowadzające do Osielca,
- szlak z Podwilka przez Zubrzycę Górną i Czernic na Policę,
- szlak z Bystrej przez Sidzinę na Policę doliną Zakulawki (Psią Doliną)[20][21] (pierwotnie znaki niebieskie)[4],
- nieznakowany szlak z Zawoi na Policę[20][21].